# Перес, Сальвадор
Сальвадор Хоан Перес Диас (исп. Salvador Johan Pérez Diaz; 10 мая 1990, Валенсия, Венесуэла) — венесуэльский и американский бейсболист венесуэльского происхождения, кетчер клуба Главной лиги бейсбола «Канзас-Сити Роялс». Семикратный участник Матча всех звёзд МЛБ, пятикратный обладатель награды «Золотая перчатка», и самый ценный игрок Мировой серии в 2015 году.
Перес в настоящее время держит рекорд МЛБ по количеству хоумранов за один сезон в качестве основного кетчера (46), превосходя Джонни Бенча, который выбил 45 в сезоне 1970 года.

## Ранние годы
Перес родился в венесуэльском городе Валенсия. В четыре года его бросил отец, и его воспитывала мать, Йильда Диас. Когда ему было восемь лет, они переехали в Валенсию, чтобы жить с матерью Йильды, Кармен де Диас. Йильда обеспечивала семью, продавая домашнюю выпечку, флан и лазанью.
Чтобы занять своего единственного ребенка, Йильда записала его в бейсбольную школу в Валенсии, где он показал способность бросать, ловить и отбивать мячи уже в возрасте шести лет. Он играл на позициях питчера и шорт-стопа с командами, участвующими в государственных и национальных турнирах. В восемь лет он определился, что предпочитает играть кетчера, а в 14 решил профессионально заиграл на этой позиции. В детстве Перес играл с нынешним игроком МЛБ и второй базы, Хосе Алтуве.

## Профессиональная карьера

### Низшие лиги
В возрасте 16 лет, за 65 000 $ он был подписан «Роялс». Его карьера в низшей лиге началась в 2007 году, когда был помещен в комплексную лигу Аризоны. В 2008 и 2009 годах играл за «Берлингтон Роялс» и «Айдахо Фоллс Чукарс». В 2010 был переведён в «Уилмингтон Блю Рокс». В следующем году вновь получил повышение и стал игроком «Нортвест Арканзас Натуралс» и «Омаха Шторм Чейсерс».

### «Канзас-Сити Роялс»

#### 2011
10 августа 2011 года Перес был вызван в «Роялс» и дебютировал в игре против «Тампа-Бэй Рейс» на «Тропикана-филд». Он выбил двух бейсраннеров, оформил свой первый RBI в 4-м иннинге и свой первый хит в 7-м иннинге. 29 августа Перес выбил свой первый хоум-ран в МЛБ против Макса Шерзера из «Детройт Тайгерс». За сезон новичка он имел показатель 0.331 AVG, 3 хоум-рана, 21 RBI за 39 сыгранных матчей.

#### 2012
27 февраля 2012 года Перес подписал пятилетний контракт за 7 миллионов $, которые включали три клубные опции. Его потенциальный заработок составлял бы 26,75 миллиона $, если все опции были задействованы. В 2012 году он заработал 750 000 $, 1 миллион $ в 2013 году, 1.5 миллиона $ в 2014 году, 1.75 миллиона $ в 2015 году и 2 миллиона $ в 2016 году.

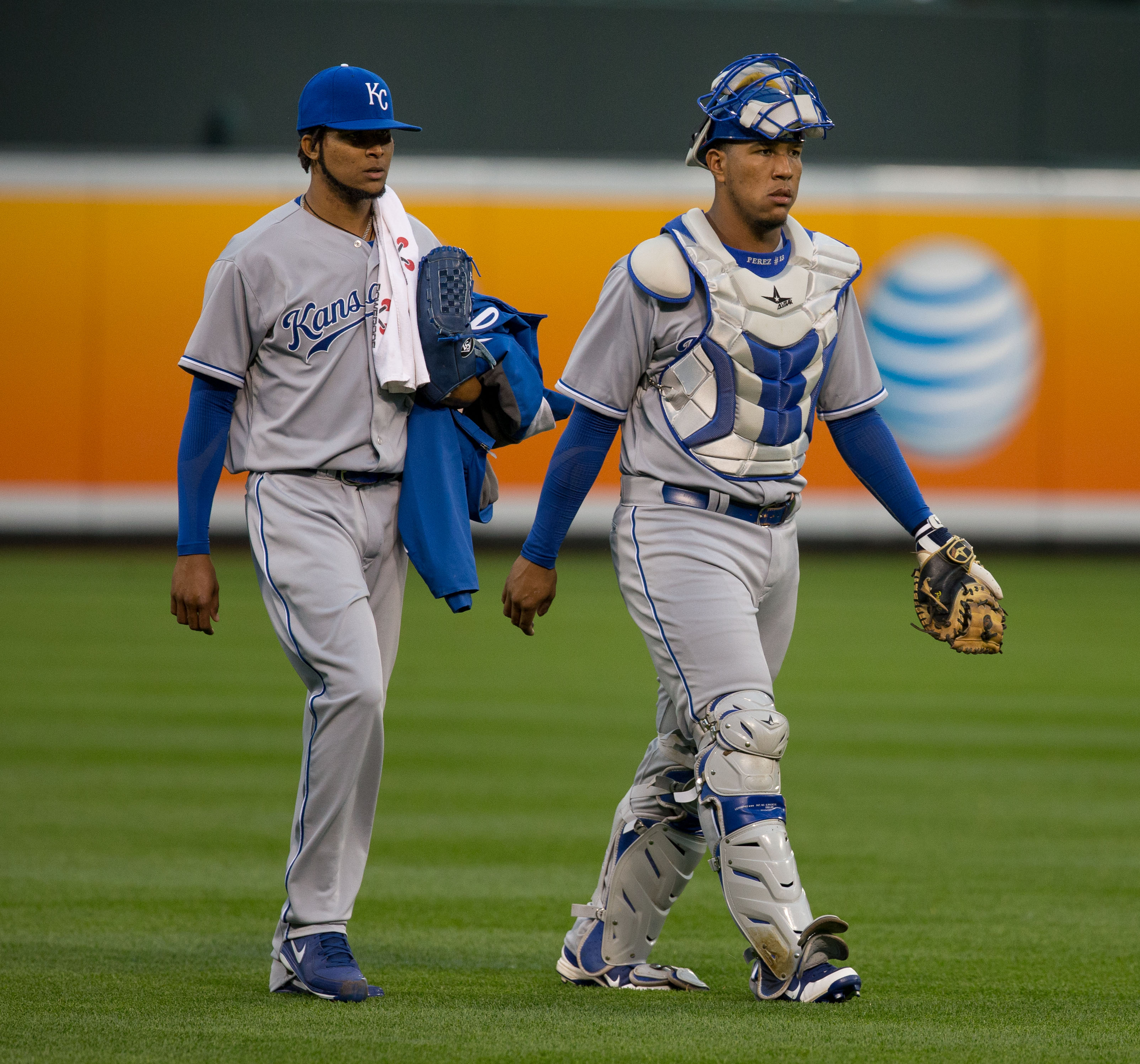
Перес (справа) и Эрвин Сантана с «Канзас-Сити Роялс» в 2013 году.

Во время тренировки в буллпене перед весенней тренировочной игрой 2012 года Перес порвал мениск в левом колене. До 2 июля он восстанавливался. В сезоне 2012 года он набрал 0.301 AVG, 11 хоум-ранами и 39 RBI за 79 сыгранных игр.

#### 2013
16 июля 2013 года Перес был кэтчером для Мариано Риверы в последнем для панамского бейсболиста Матче всех звезд перед завершением карьеры. После завершения сезона Сальвадор был награжден Золотой перчаткой Американской лиги за его защиту в качестве кэтчера. Он завершил год, сыграв 138 игр, со средним показателем 0.292 AVG, 13 хоум-ранами и 79 RBI.

#### 2014
В 2014 году он записал больше стартов (143), чем любой другой кетчер в МЛБ. Перес сыграл в 150 играх в 2014 году, оформив 0.260 AVG с 28 даблами, 17 хоум-ранами и 70 RBI.
В плей-офф Американской лиги в 2014 году в 12-м иннинге игры против «Окленд Атлетикс» Перес сделал победный RBI в матче (9:8).
В первой игре Мировой серии 2014 против «Сан-Франциско Джайентс» Перес совершил хоум-ран при подаче Мэдисона Бамгарнера. Это был единственный пропущенный ран питчера «Джайентс» за 5 игр (36 иннингов). Перес был последним на бите внизу 9-го иннинга, удар которого пришелся в зону фола и победой «Сан-Франциско» в серии.

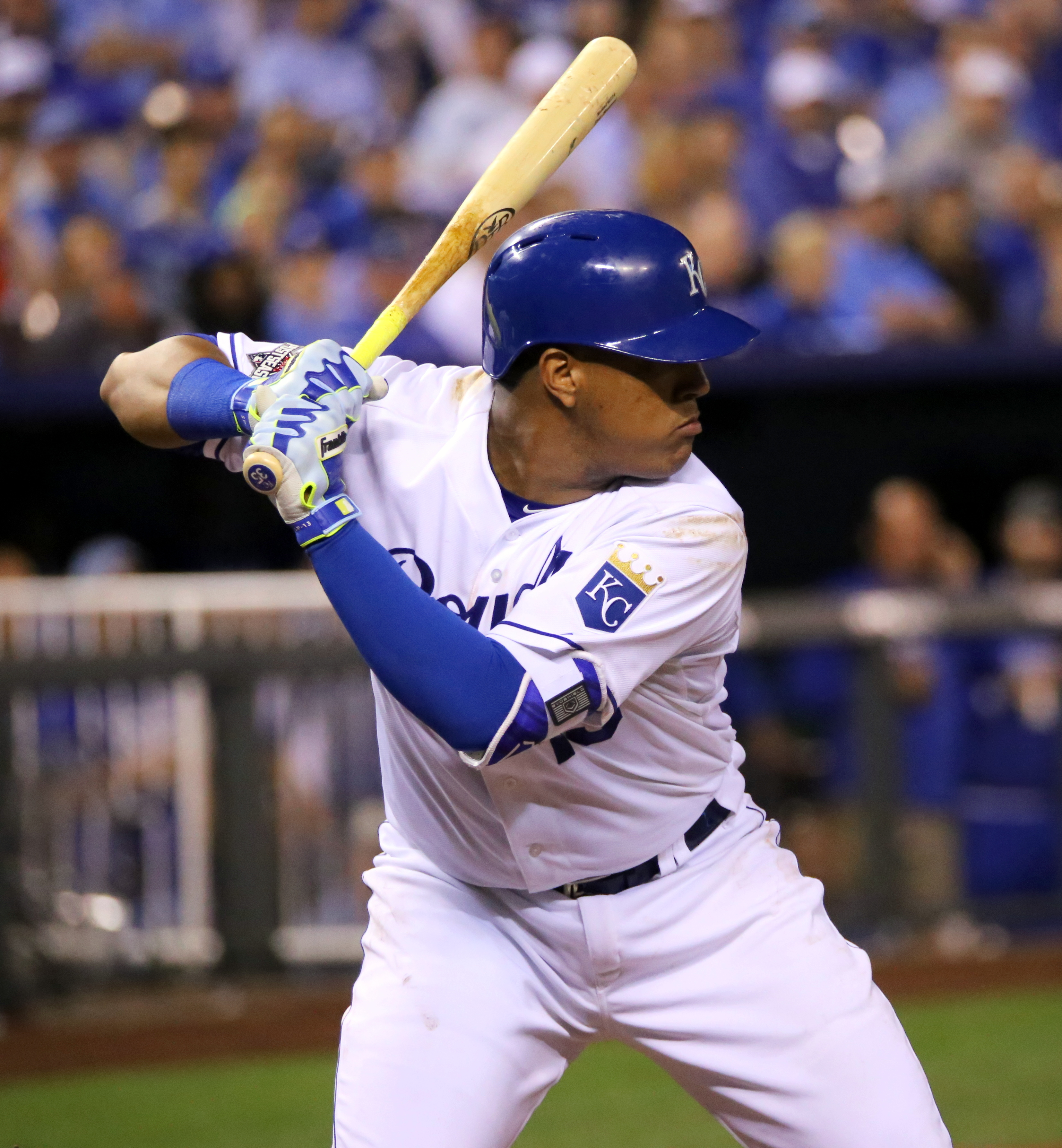
Перес на бите во время Постсезона 2015 года

#### 2015
В 2015 году Переса по итогам голосования был выбран стартовым игроком в Матче всех звезд 2015 года.
В Мировой серии 2015 года, которую «Роялс» выиграли в 5 играх, Перес имел показатель 0.364 AVG. В последнем матче в серии в 9-м иннинге вышел третьим на биту и своим ударом заработал RBI и помог команде сравнять счёт. Игра перешла в дополнительные иннинги. В 12-м иннинге Перес сделал сингл, но его на базе заменил Джаррод Дайсон, который оформил ран. В итоговом счёте 7:2 «Роялс» победили и стали чемпионами Мировой серии. Перес единогласно был признан самым ценным игроком Мировой серии. Он стал первым кетчером с 1992 года, который получил данную награду, и вторым венесуэльцем в истории.
В сезоне 2015 года он сыграл в 142 играх c показателем AVG 0.260, 21 хоум-раном и 71 RBI. Он также выиграл свою третью подряд награду «Золотая перчатка».

#### 2016
1 марта Перес продлил свой контракт с клубом на пять лет. Вместе с товарищем по команде, Эриком Хосмером, в пятый раз подряд получил приглашение на Матч всех звёзд в качестве стартового игрока. Завершил сезон 2016 года с показателем AVG 0.247, 22 хоум-ранами (больше, чем у любого ловца Американской лиги в том сезоне) и 64 RBI. 8 ноября он в 4-й раз подряд выиграл «Золотую перчатку».

#### 2017
21 июня 2017 года Перес выбил свой первый гранд-слэм, тем самым помог «Роялс» победить «Бостон Ред Сокс» (6:4). 6 августа был помещен в список 10-дневных травмированных из-за межреберного напряжения. В 2017 году он сыграл 137 матчей, в которых имел показатель 0.268 AVG, 27 хоум-ранов и 80 RBI.

#### 2018
28 марта 2018 года Перес перенес разрыв медиальной коллатеральной связки 2 степени в левом колене, когда поднимался с чемоданом по лестнице. Это было зачтено как не бейсбольной травмой, и Перес был исключен на 4–6 недель. 15 апреля Перес вернулся к бейсболу с назначением на реабилитацию в низшей лиге с «Нортвест Арканзас Натуралс» и «Омаха Шторм Чейсерс» и вернулся в состав «Роялс» 24 апреля в игре против «Милуоки Брюэрс». 10 мая, отмечая свой 28-й день рождения, Перес выбил гранд-слэм, но «Роялс» проиграл «Ориолс» со счётом 6:11.
С показателем AVG 0.213, 11 хоум-ранами и 34 RBI, Перес был приглашён на Матч всех звезд МЛБ 2018 года. 14 сентября Перес выбил свой второй гранд-слэм в сезоне в конце девятого иннинга против «Миннесота Твинс», сравняв счет 4:4.
Он завершил 2018 год с показателем AVG 0,235, 27 хоум-ранами и 80 RBI. Также он выиграл свою пятую «Золотую перчатку» и вторую награду «Сильвер Слаггер».

#### 2019
27 февраля Перес получил травму локтя во время тренировки в Сюрпрайзе. 1 марта МРТ показала частичный разрыв связок в правом локте. 6 марта стало известно, что Перес перенес операцию Томми Джона и пропустит весь сезон 2019 года.

#### 2020
Во время сезона 2020 года, сокращенного пандемией коронавируса, Перес сыграл в 37 из 60 игр. 21 августа был внесен в список 10-дневных травмированных из-за хронических проблем со зрением. Восстановился 11 сентября. 2020 год Перес завершил с показателем AVG 0.235 с 11 хоум-ранами, 32 RBI, выиграв свою третью награду «Сильвер Слаггер».

## Личная жизнь
Во время межсезонья Перес живет в своем родном городе с женой, Марией Габриэлой, сыновьями Сальвадором-младшим и Йоханом и дочерью Паулиной. 24 января 2020 года Перес был натурализован как гражданин США, приняв присягу на гражданство на ежегодном фестивале фанатов «Роялс». 4 июля 2020 года было объявлено, что у Переса положительный результат на COVID-19. 15 июля он вернулся к команде.
Ближе к концу сезона 2013 года, товарищ по команде, Алсидес Эскобар, опрыскал Переса женскими духами Victoria's Secret и сказал ему, что он заработает четыре хита, и предсказание сбылось. Перес продолжал пользоваться духами во время игр как талисман на удачу, перейдя на одеколон 212 VIP от Каролины Эррера в 2014 году.
Перес восхищает поклонников своим позитивным настроем и юмористическими публикациями в социальных сетях. В сезоне 2014 и 2015 годов Перес имел привычку шутливо приставать к своему товарищу по команде, Лоренцо Кейну, снимая с ним видео и размещая их в Instagram. Перес также хорошо известен тем, что исполнят душ Gatorade товарищам по команде во время телевизионных интервью после каждой домашней победы и ярких побед на выезде.